# Diócesis de Girardota
La diócesis de Girardota (en latín: Dioecesis Girardotanensis) es una circunscripción eclesiástica de la Iglesia católica en Colombia. Se trata de una diócesis latina, sufragánea de la arquidiócesis de Medellín. Desde el 21 de marzo de 2024 su obispo es Juan Manuel Toro Vallejo.

## Territorio y organización

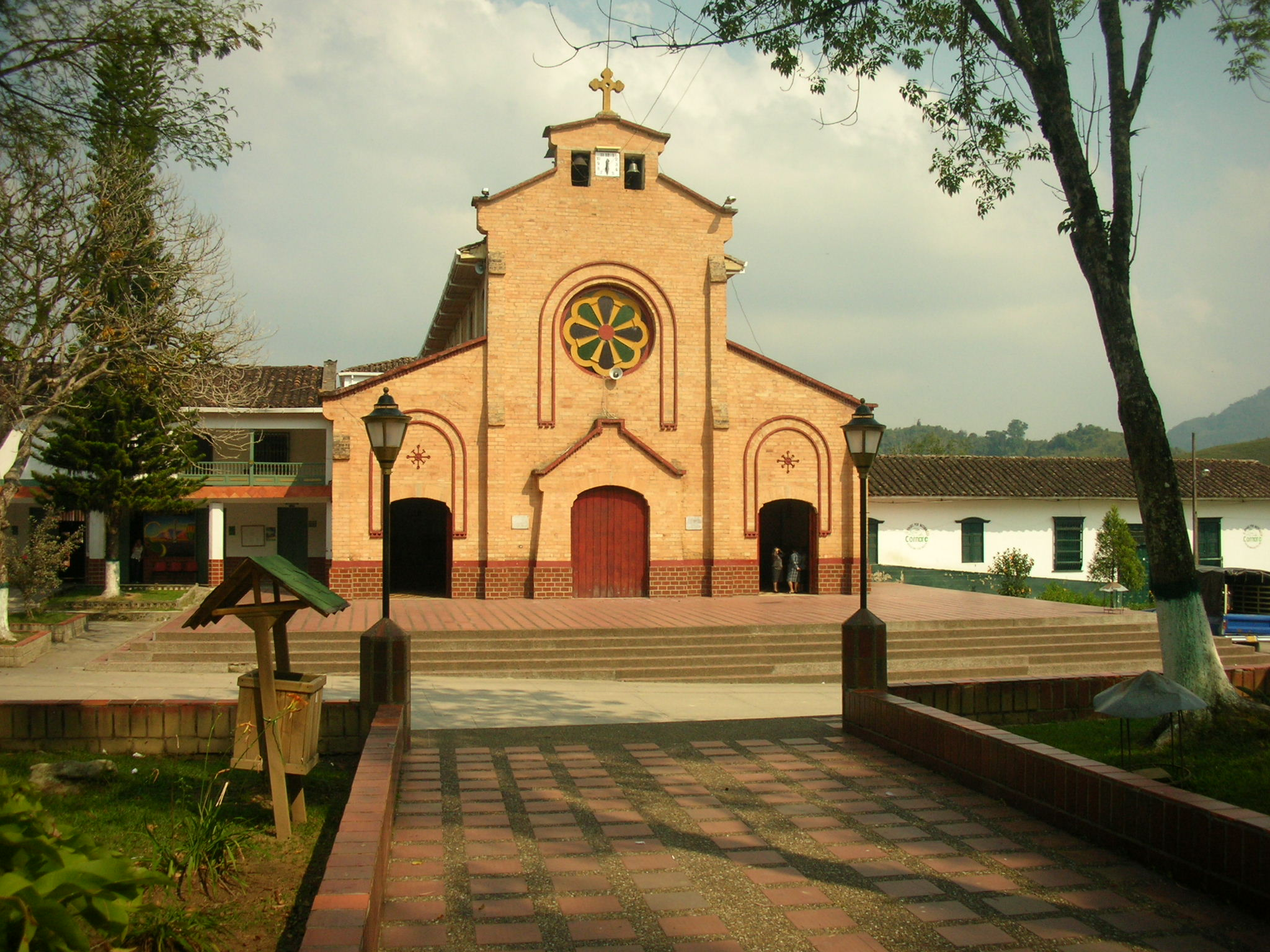
Iglesia de San Pedro Alejandrino, en Alejandría

La diócesis tiene 2445 km² y extiende su jurisdicción sobre los fieles católicos de rito latino residentes en 11 municipios del departamento de Antioquia: Alejandría, Barbosa, Caracolí, Cisneros, Concepción, Girardota, Maceo, San Roque, Santo Domingo y Yolombó, y el corregimiento de Virginias, que hace parte de Puerto Berrío.

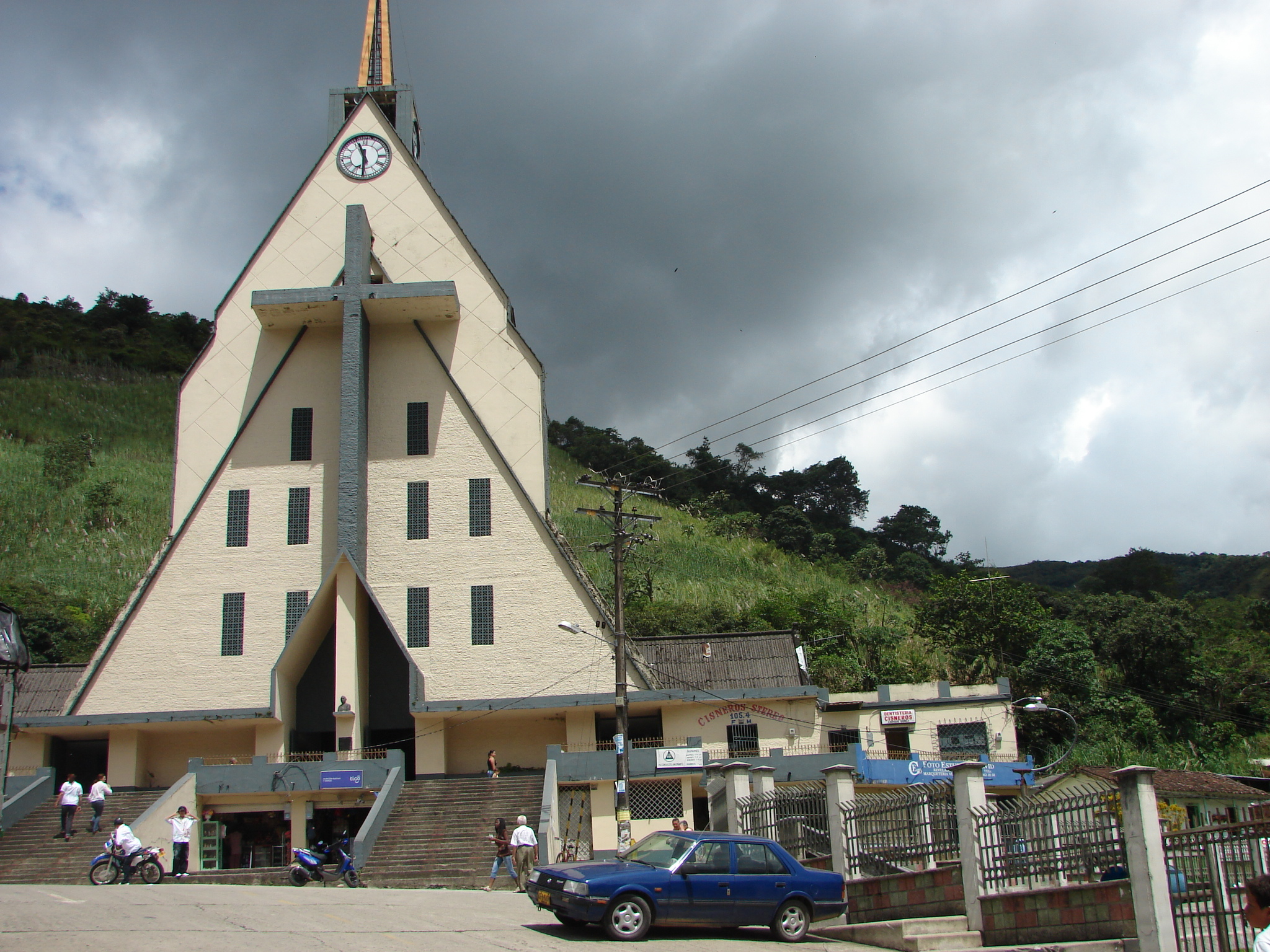
Iglesia de Nuestra Señora del Carmen, en Cisneros

La sede de la diócesis se encuentra en la ciudad de Girardota, en donde se halla la Catedral de Nuestra Señora del Rosario.
En 2021 en la diócesis existían 33 parroquias agrupadas en 5 vicarías.

## Historia
La diócesis fue erigida el 18 de junio de 1988 mediante la bula Qui peculiari del papa Juan Pablo II, derivando el territorio de las diócesis de Barrancabermeja y Sonsón-Rionegro y de la arquidiócesis de Medellín.
Fue nombrado como primer obispo de la diócesis Oscar Ángel Bernal, quien en ese momento se desempeñaba como obispo auxiliar de la diócesis de Sonsón Rionegro. Tomó posesión canónica de la diócesis el 5 de agosto del mismo año. Durante su gobierno pastoral le dio vida a la diócesis, fortaleció el espíritu catequético y misionero, cristalizado en 1995 cuando fueron enviados los primeros sacerdotes a la misión Ad Gentes a la diócesis de Cienfuegos en Cuba. Falleció en medio de la Asamblea Plenaria de la Conferencia Episcopal el 5 de julio de 1996 y fue sepultado en la Iglesia Catedral de Girardota.
A su muerte, el papa designó como administrador apostólico a Germán García Isaza, obispo de la diócesis de Caldas, quien tuvo el reto de afrontar la incursión de las Autodefensas en el territorio diocesano, con la consiguiente amenaza y maltrato de algunos sacerdotes y agentes de pastoral. 
Posteriormente, el papa nombró a Héctor Salah Zuleta, como segundo obispo de Girardota. El 26 de marzo de 1998 recibió la consagración episcopal y tomó posesión canónica de la diócesis en la Catedral de Girardota. Salah Zuleta como arquitecto de profesión asesoró las reformas de algunos templos y diseñó los templos parroquiales de la Sagrada Familia (vereda San Andrés de Girardota) y el de Santa Teresita del Niño Jesús (barrio la Ceiba en Girardota).
Creó varias parroquias y promovió el mejoramiento en calidad académica de sus sacerdotes, de modo que fueron enviados a adelantar sus estudios en Europa cinco sacerdotes diocesanos. Salah Zuleta se enfocó en fortalecer el Seminario Menor que venía pasando por una crisis y dispuso iniciar la formación filosófica del Seminario Mayor en las instalaciones del mismo Seminario, ya que antes se desplazaban los alumnos hasta la Universidad Pontificia Bolivariana.
El 13 de mayo de 2005 Salah Zuleta fue nombrado obispo de Riohacha. El 24 de abril de 2006, luego de una sede vacante de casi un año, el papa Benedicto XVI nombró como nuevo obispo de la diócesis a Oscar González Villa, quien se desempeñaba como Rector del Seminario Arquidiocesano de Manizales.
Pero después de ser nombrado, González Villa presentó dimisión de su nuevo cargo, tan sólo 8 días antes de su consagración episcopal el 10 de junio de 2006.
El 11 de julio de 2006, fue nombrado como nuevo obispo de la diócesis Gonzalo Restrepo Restrepo quien se desempeñaba como obispo auxiliar de Cali. Gobernó hasta el 16 de julio de 2009 cuando fue nombrado arzobispo coadjutor de Manizales.
El 2 de febrero de 2010 se nombró como obispo de Girardota a Guillermo Orozco Montoya, hasta ese momento obispo de San José del Guaviare.
El 21 de marzo de 2024 el papa Francisco nombró obispo de esta diócesis a Juan Manuel Toro Vallejo sucediendo en el cargo a Guillermo Orozco Montoya. Su ordenación episcopal fue el 18 de mayo de 2024 en la parroquia Nuestra Señora del Carmen en el Carmen de Viboral, de manos de Fidel León Cadavid Marín, obispo de la diócesis de Sonsón-Rionegro, y tomó posesión de la diócesis el 25 de mayo del mismo año, en una solemne celebración en la Catedral de Girardota.

## Estadísticas
Según el Anuario Pontificio 2022 la diócesis tenía a fines de 2021 un total de 184 032 fieles bautizados.
| Año                                                                             | Población            | Población | Población      | Sacerdotes | Sacerdotes    | Sacerdotes    | Bautizados por sacerdote | Diáconos permanentes | Religiosos | Religiosos | Parroquias |
| Año                                                                             | Bautizados católicos | Total     | % de católicos | Total      | Clero secular | Clero regular | Bautizados por sacerdote | Diáconos permanentes | Varones    | Mujeres    | Parroquias |
| ------------------------------------------------------------------------------- | -------------------- | --------- | -------------- | ---------- | ------------- | ------------- | ------------------------ | -------------------- | ---------- | ---------- | ---------- |
| 1990                                                                            | 188 000              | 190 000   | 98.9           | 40         | 40            |               | 4700                     |                      |            | 60         | 20         |
| 1999                                                                            | 153 899              | 158 899   | 96.9           | 44         | 44            |               | 3497                     |                      |            | 76         | 18         |
| 2000                                                                            | 150 000              | 151 899   | 98.7           | 46         | 46            |               | 3260                     |                      |            | 89         | 18         |
| 2001                                                                            | 150 000              | 153 899   | 97.5           | 44         | 44            |               | 3409                     |                      |            | 91         | 20         |
| 2002                                                                            | 150 000              | 153 899   | 97.5           | 59         | 59            |               | 2542                     | 1                    |            | 92         | 22         |
| 2003                                                                            | 155 000              | 158 500   | 97.8           | 46         | 46            |               | 3369                     | 1                    |            | 92         | 22         |
| 2004                                                                            | 180 000              | 200 000   | 90.0           | 57         | 57            |               | 3157                     |                      |            | 45         | 23         |
| 2006                                                                            | 186 000              | 206 000   | 90.3           | 58         | 58            |               | 3206                     |                      |            | 80         | 25         |
| 2013                                                                            | 189 600              | 225 000   | 84.3           | 63         | 63            |               | 3009                     | 1                    | 3          | 57         | 30         |
| 2016                                                                            | 185 985              | 198 355   | 93.8           | 61         | 60            | 1             | 3048                     | 3                    | 6          | 52         | 33         |
| 2019                                                                            | 186 986              | 195 650   | 95.6           | 62         | 60            | 2             | 3015                     | 6                    | 6          | 46         | 33         |
| 2021                                                                            | 184 032              | 190 320   | 96.7           | 64         | 61            | 3             | 2875                     |                      | 5          | 36         | 33         |
| Fuente: Catholic-Hierarchy, que a su vez toma los datos del Anuario Pontificio. |                      |           |                |            |               |               |                          |                      |            |            |            |

## Episcopologio
- Óscar Ángel Bernal † (18 de junio de 1988-4 de julio de 1996 falleció)
- Héctor Ignacio Salah Zuleta (21 de febrero de 1998-13 de mayo de 2005 nombrado obispo de Riohacha)
  - Óscar González Villa (24 de abril de 2006-10 de junio de 2006 renunció) (obispo electo)
- Gonzalo Restrepo Restrepo (11 de julio de 2006-16 de julio de 2009 nombrado arzobispo coadjutor de Manizales)
- Guillermo Orozco Montoya (2 de febrero de 2010-21 de marzo de 2024 retirado)
- Juan Manuel Toro Vallejo (21 de marzo de 2024 Electo - Presente)